# Old Erowal Bay
Old Erowal Bay – miasto w Australii, w stanie Nowa Południowa Walia.